# Walter Christophersen
Walter Christophersen (12. juni 1951) er selvstændig erhvervsdrivende og tidligere folketingsmedlem for Dansk Folkeparti 2005-2007, valgt i Frederiksborg Amtskreds.

## Erhversmæssig karriere
Han har en shippinguddannelse fra A. P. Møller-Mærsk 1968-1973, og har efterfølgende arbejdet som arbejdsmand hos DDS 1973-1977 og som shippingman hos Penta Shipping A/S fra 1978-1995. Siden 1995 har han drevet Bokildegårds Camping. 

## Politisk karriere
Siden 2001 har Walter Christophersen været medlem af byrådet i Frederiksværk Kommune, hvor han er medlem af økonomiudvalget samt børne- og kulturudvalget. Endvidere er han medlem af Skatteankenævnet.
Ved folketingsvalget i 2005 fik han 3.462 personlige stemmer, og blev dermed valgt, dog på et tillægsmandat. Han er trafikordfører for Dansk Folkeparti, og har sæde i følgende stående udvalg i Folketinget: Trafikudvalget, Miljø- og Planlægningsudvalget samt Udvalget vedrørende Grønlandske Forhold. Desuden er han stedfortræder i Erhvervsudvalget.